# Nageia nagi
Nageia nagi es una especie de conífera en la familia de las Podocarpaceae descripta pro Carl Peter Thunberg. Se encuentra en China, Japón y Taiwán. Está amenazada por la pérdida de hábitat.